# Микола Боголюбов (монета)
«Мико́ла Боголю́бов» — ювілейна монета номіналом 2 гривні, випущена Національним банком України. Присвячена 100-річчю від дня народження Миколи Боголюбова — одного із засновників сучасної фундаментальної науки, основоположника шкіл нелінійної механіки та статистичної фізики. Надзвичайний науковий талант Миколи Миколайовича дав змогу здійснити важливі для всієї світової науки відкриття в різноманітних галузях. Його ім'я присвоєно Інституту теоретичної фізики Національної академії наук України.
Монету введено в обіг 20 серпня 2009 року. Вона належить до серії «Видатні особистості України».

## Опис та характеристики монети
| Номінал грн. | Метал      | Маса, грам | Діаметр, мм. | Якість виготовлення       | Гурт     | Тираж, штук |
| ------------ | ---------- | ---------- | ------------ | ------------------------- | -------- | ----------- |
| 2            | нейзильбер | 12,8       | 31           | спеціальний анциркулейтед | рифлений | 35 000      |

### Аверс
На аверсі монети зображено графік та фрагменти формули з теорії нелінійних коливань та теоретичної фізики, на дзеркальному тлі вгорі розміщено малий Державний Герб України, напис півколом «НАЦІОНАЛЬНИЙ БАНК УКРАЇНИ» та логотип Монетного двору Національного банку України, унизу на матовому тлі — номінал «2 ГРИВНІ» (унизу), рік карбування монети «2009» (ліворуч).

### Реверс
На реверсі монети в центрі зображено портрет М. Боголюбова, на матовому тлі розміщено фрагмент формули, унизу на дзеркальному тлі розміщено напис півколом «МИКОЛА БОГОЛЮБОВ» та роки життя «1909» (ліворуч), «1992» (праворуч).

## Автори

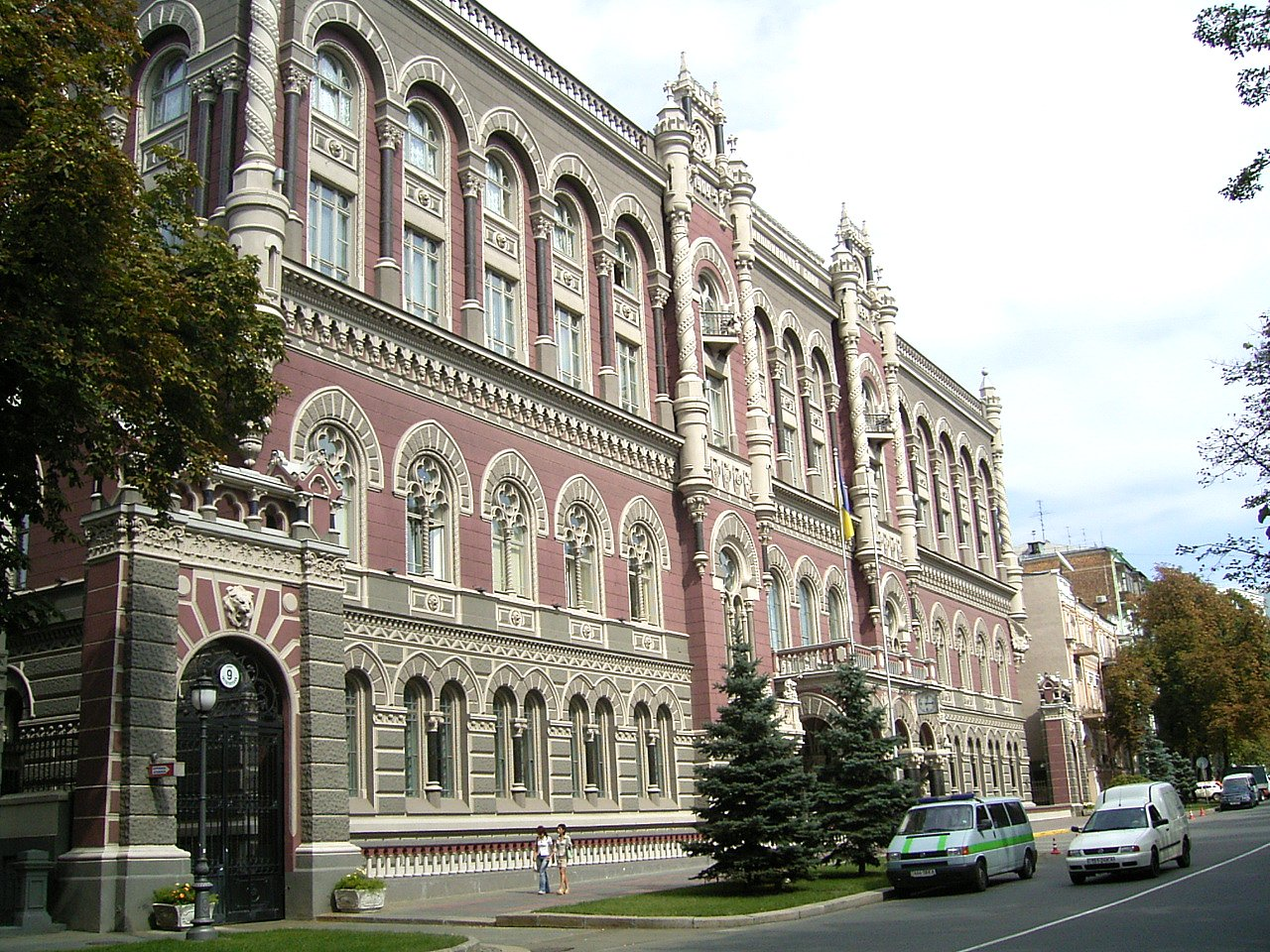
Будівля Національного банку України

Художник та скульптор — Атаманчук Володимир.

## Вартість монети
Ціна монети — 15 гривень, була зазначена на сайті Національного банку України 2011 року.
Фактична приблизна вартість монети з роками змінювалася так:
| Рік        | 2010 | 2011 | 2012 | 2013 | 2014 | 2015 | 2016 | 2017 | 2018 | 2019 | 2020 | 2021 | 2022 | 2023 | 2024 | 2025 |
| ---------- | ---- | ---- | ---- | ---- | ---- | ---- | ---- | ---- | ---- | ---- | ---- | ---- | ---- | ---- | ---- | ---- |
| Ціна, грн. | 15   | 20   | 20   | 20   | 25   | 30   | 35   | 40   | 45   | 50   | 50   | 55   | 60   | 105  | 130  | 150  |